# 7teenグループ
7teen グループ（セブンティーングループ）は、7社からなる独立系芸能プロダクション。

## 所属・プロデュース
- 大坂俊介（現・俳優／元・ジャニーズJr.）
- 宮本光（俳優・タレント）

- 与那嶺圭太（俳優）
- 田部井温（歌手）
- TAKA（美のカリスマ）

## 変遷
- 2007年11月に鈴木朋子が代表に就任。

- 近年では、大坂俊介（元・ジャニーズJr.）をアイドルから俳優に転身させた。

- 2007年12月には、7teen'sオーディションを開催。1500名以上の応募者の中から宮本光（俳優）が選ばれ、所属が決定した。また、俳優業・女優業にとどまらず、バラエティーでも活躍中のTAKA（美のカリスマ）も所属した。

## 関連会社
- アンチエイジングRT
- 劇団　東京豪華